# Tony Hawk's Project 8
Tony Hawk's Project 8 (även känt under namnet Tony Hawk's Pro Skater 8) är ett skateboardspel till konsolerna Playstation 2, Playstation 3, Playstation Portable, Xbox och Xbox 360 som släpptes åren 2006-2007.
Tony Hawk planerar på Project 8 men han behöver mer skejtare i sitt "team". Man kämpar hårt för att bli med i Project 8. På det här spelet kan man välja hur sin spelare ska se ut. På spelet kan man spela som många Skateboard proffs som finns här runt i världen. Som till exempel Nyjah Huston i freeskate eller multiplayer. Spelet går nästan bara ut på att skejta. Som vanligt så är det veteranerna Neversoft som gör Tony Hawk och även 8:an. 